# Castroverde
Castroverde település Spanyolországban, Lugo tartományban. Castroverde Lugo, Castro de Rei, Pol, Baleira, Baralla és O Corgo községekkel határos. Lakosainak száma 2497 fő (2024).

## Népesség
A település népessége az elmúlt években az alábbi módon változott:
| Lakosok száma | 3488 | 3286 | 3148 | 3061 | 2887 | 2823 | 2676 | 2617 | 2592 | 2497 |
|               | 2001 | 2004 | 2007 | 2009 | 2012 | 2014 | 2017 | 2019 | 2022 | 2024 |